# Estación Sarabia

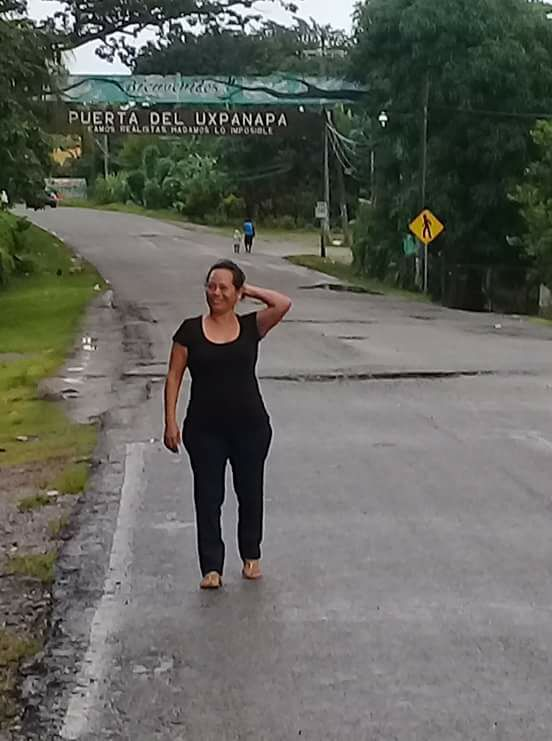
La puerta del Uxpanapa en Estación Zarabia

Estación Sarabia (Boca del Monte) es una agencia municipal del municipio de San Juan Guichicovi, Estado Oaxaca, México, localizado entre Palomares y Matías Romero. En 2020 tenía 1258 habitantes, 598 hombres y  660 mujeres. El 42,46 % de la población local habla alguna lengua indígena. La localidad tiene un monumento llamado "La puerta del Uxpanapa", que es la entrada al municipio de Uxpanapa y otras comunidades en la región sur del Estado de Veracruz.